# گریزناپذیر
گریزناپذیر (به انگلیسی: No Escape) یک فیلم اکشن مهیج آمریکایی به نویسندگی و کارگردانی جان اریک داودل است. در این فیلم بازیگرانی همچون اوون ویلسون، لیک بل، استرلینگ جرینز و پیرس برازنان ایفای نقش می‌کنند. گریزناپذیر توسط واینستین کمپانی در تاریخ ۲۶ اوت ۲۰۱۵ اکران شد.

## داستان
داستان فیلم دربارهٔ یک مهندس آمریکایی به نام جک دوایر (اوون ویلسون) است که همراه با همسر (لیک بل) و دو دخترش برای شروع کاری جدید با یک شرکت مهندسی آمریکایی به سرزمینی در جنوب آسیا می‌روند. آن‌ها ناگهان خود را در وسط یک قیام سیاسی خشونت‌آمیز می‌یابند. در این میان، شخصی به نام جک هاموند (پیرس برازنان) به کمک آن‌ها می‌آید. جک و خانواده‌اش باید راهی برای فرار از دست شورشیانی که بی‌رحمانه به شهر حمله کرده‌اند پیدا کنند.

## بازیگران
- اوون ویلسون در نقش جک دوایر
- لیک بل در نقش آنی دوایر
- استرلینگ جرینز در نقش لوسی دوایر
- کلر گیر در نقش بیز دوایر
- پیرس برازنان در نقش هاموند
- اسپنسر گرت در نقش همکار